# Sittard-Geleen
Sittard-Geleen (en limburgués: Zitterd-Gelaen) es un municipio de la Provincia de Limburgo al sureste de los Países Bajos, creado el 1 de enero de 2001 por la fusión de tres antiguos municipios: Sittard, Geleen y Born.

## Galeria

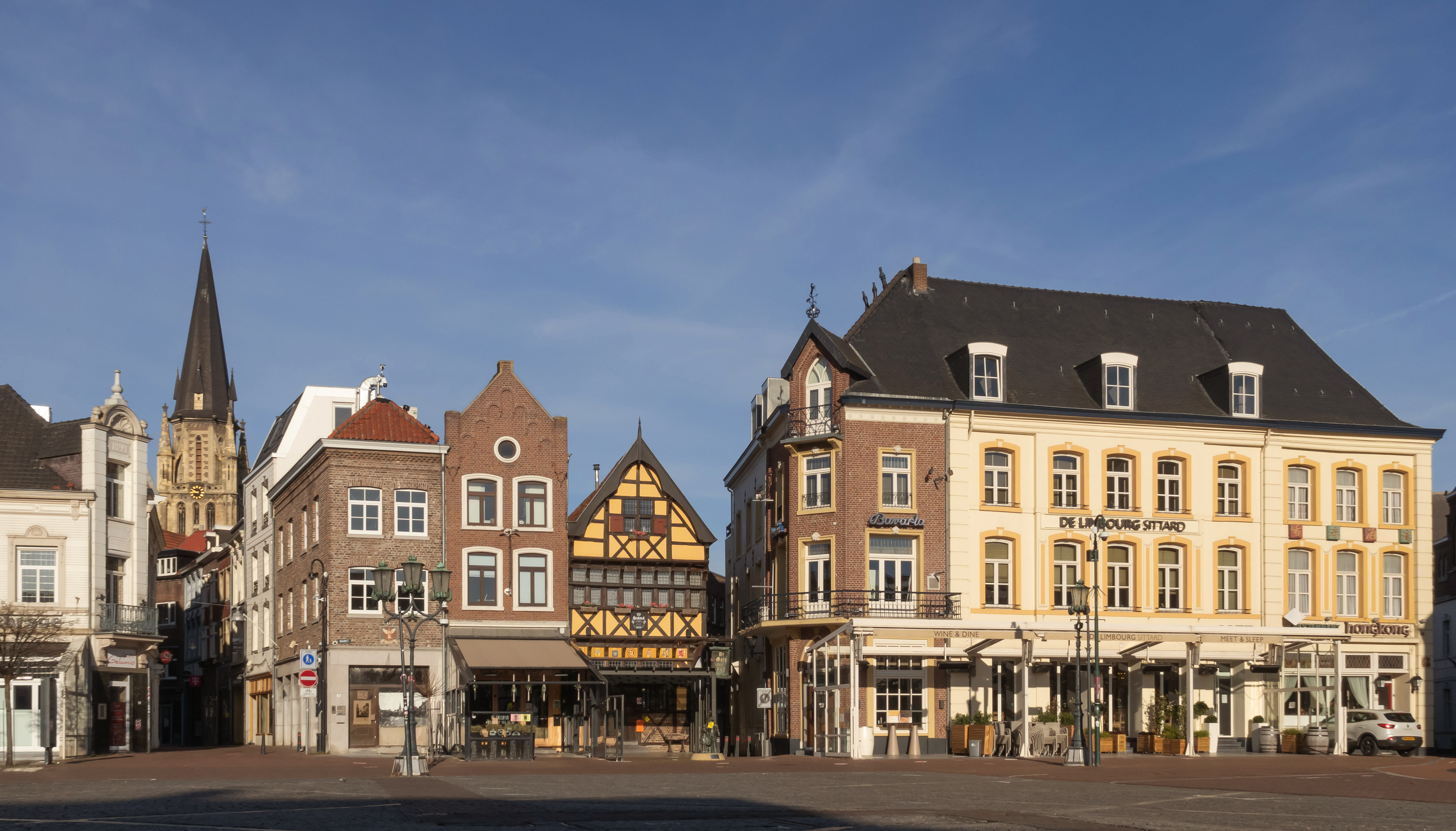
Sittard, Markt (el Mercado) con varias casa monumental y la iglesia (Sint-Petrus' Stoel van Antiochiëkerk)
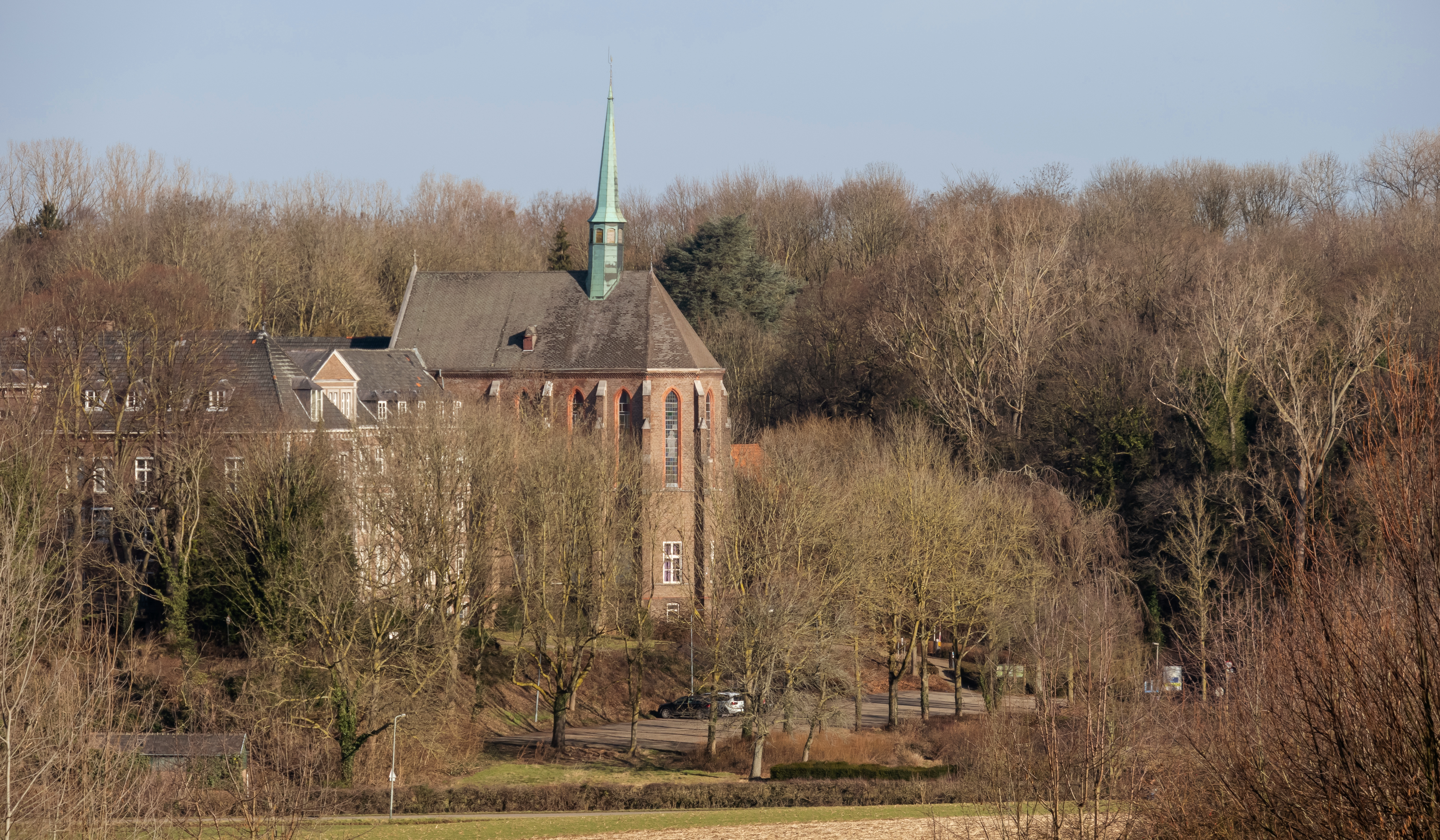
Sittard, la mansion Huis Watersley desde Windraak
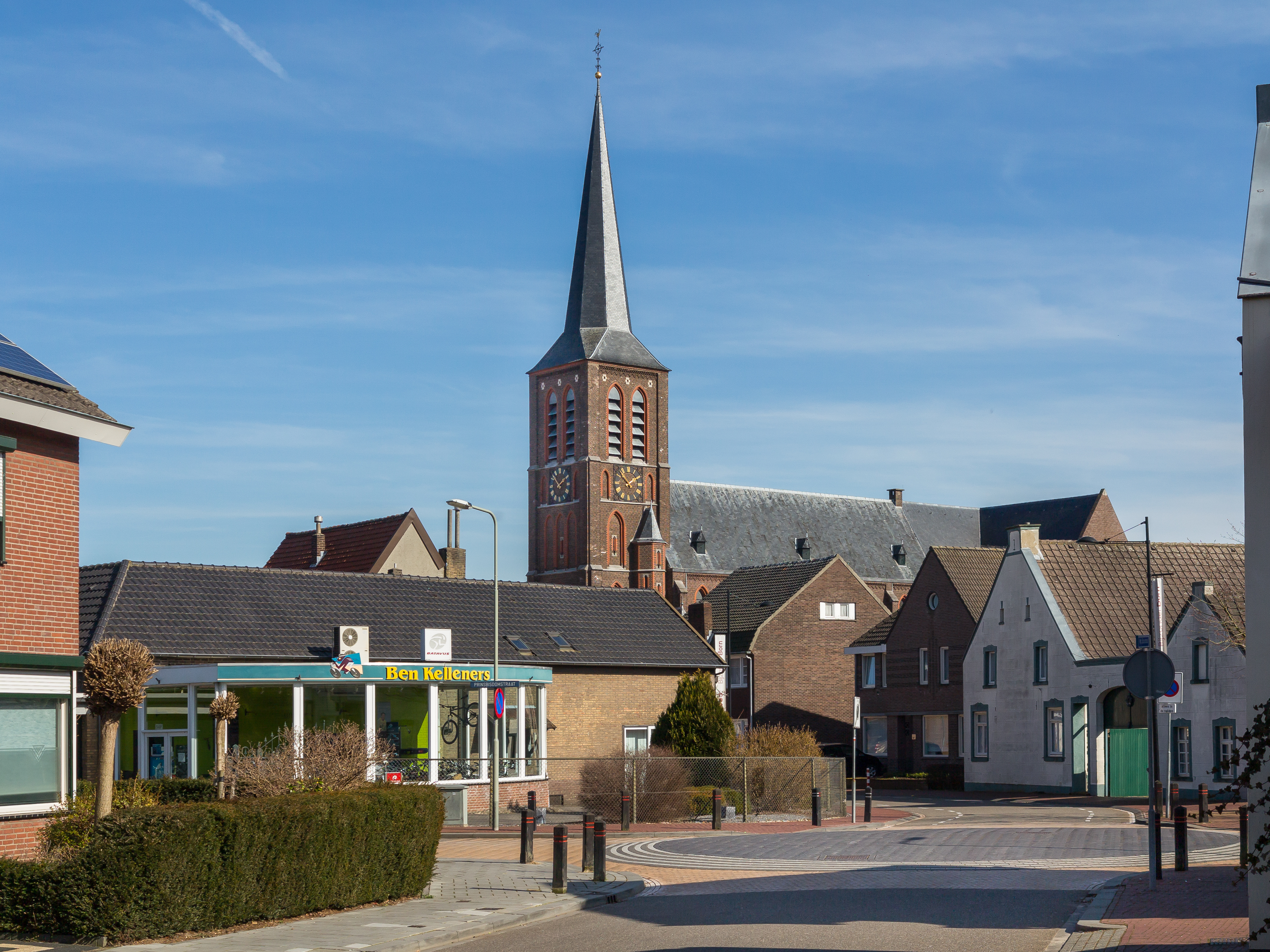
Born, la iglesia: Sint Martinuskerk
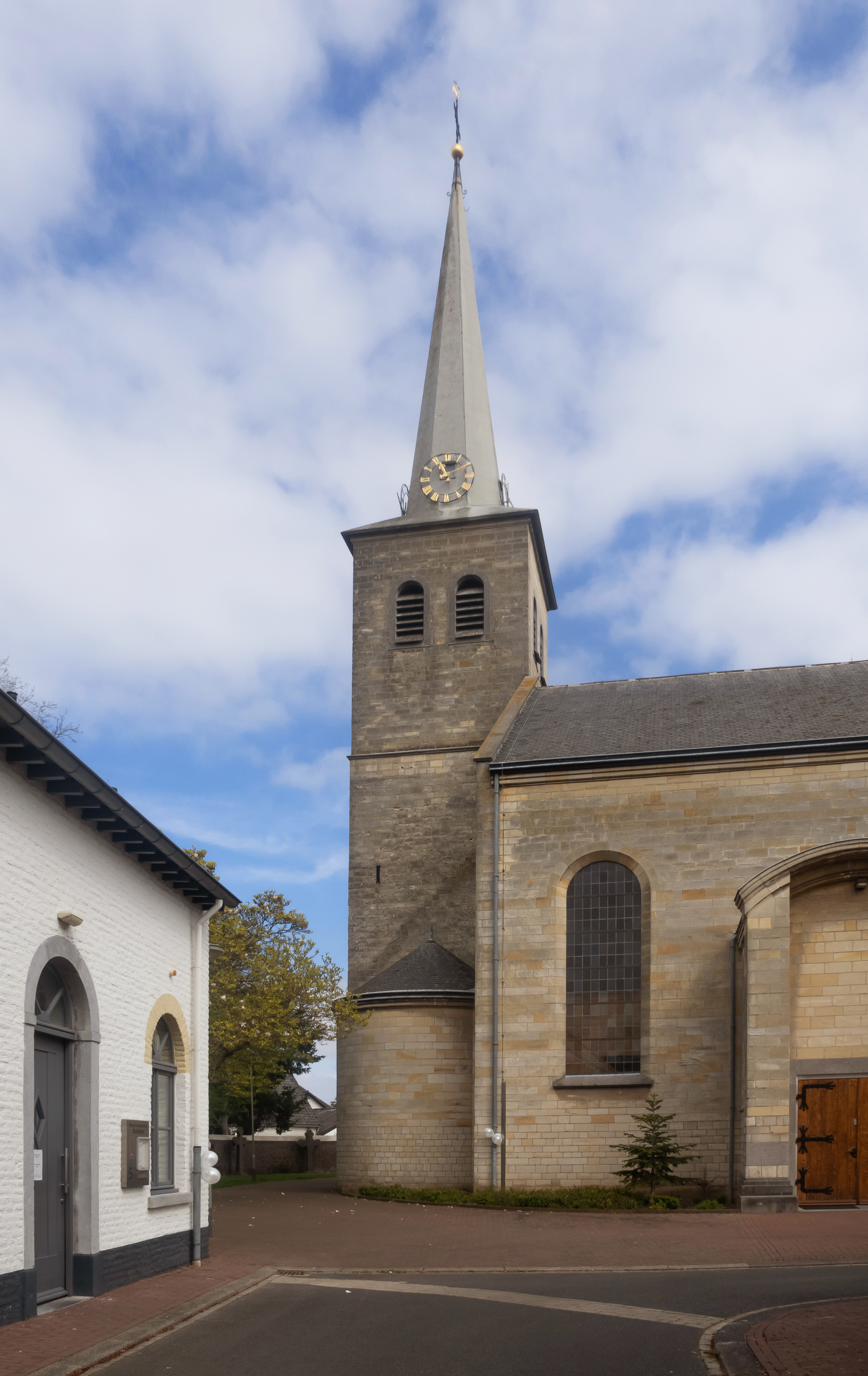
Buchten, la iglesia: Sint Catharinakerk
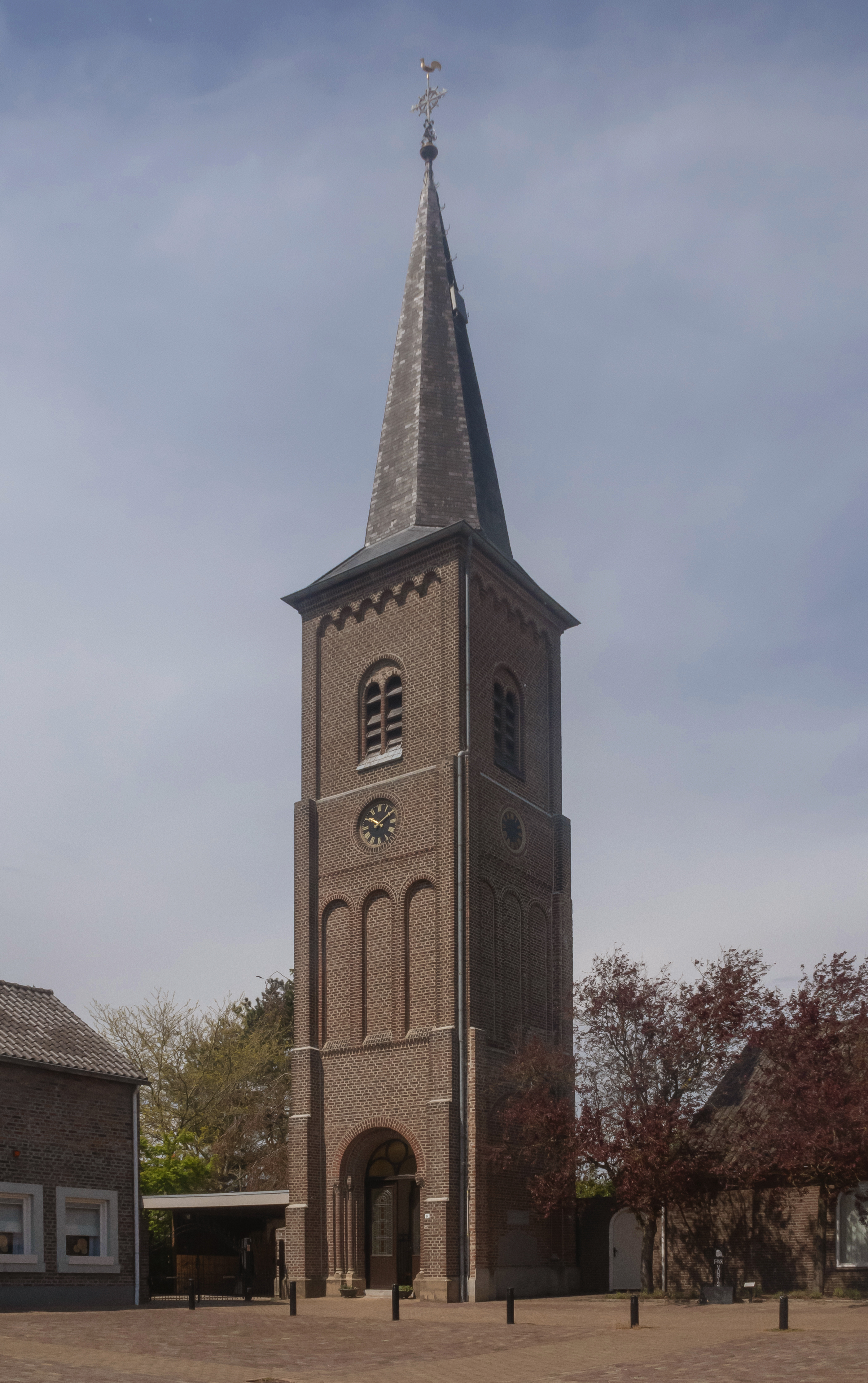
Obbicht, la torre de la iglesia separada de Sint-Willibrorduskapel
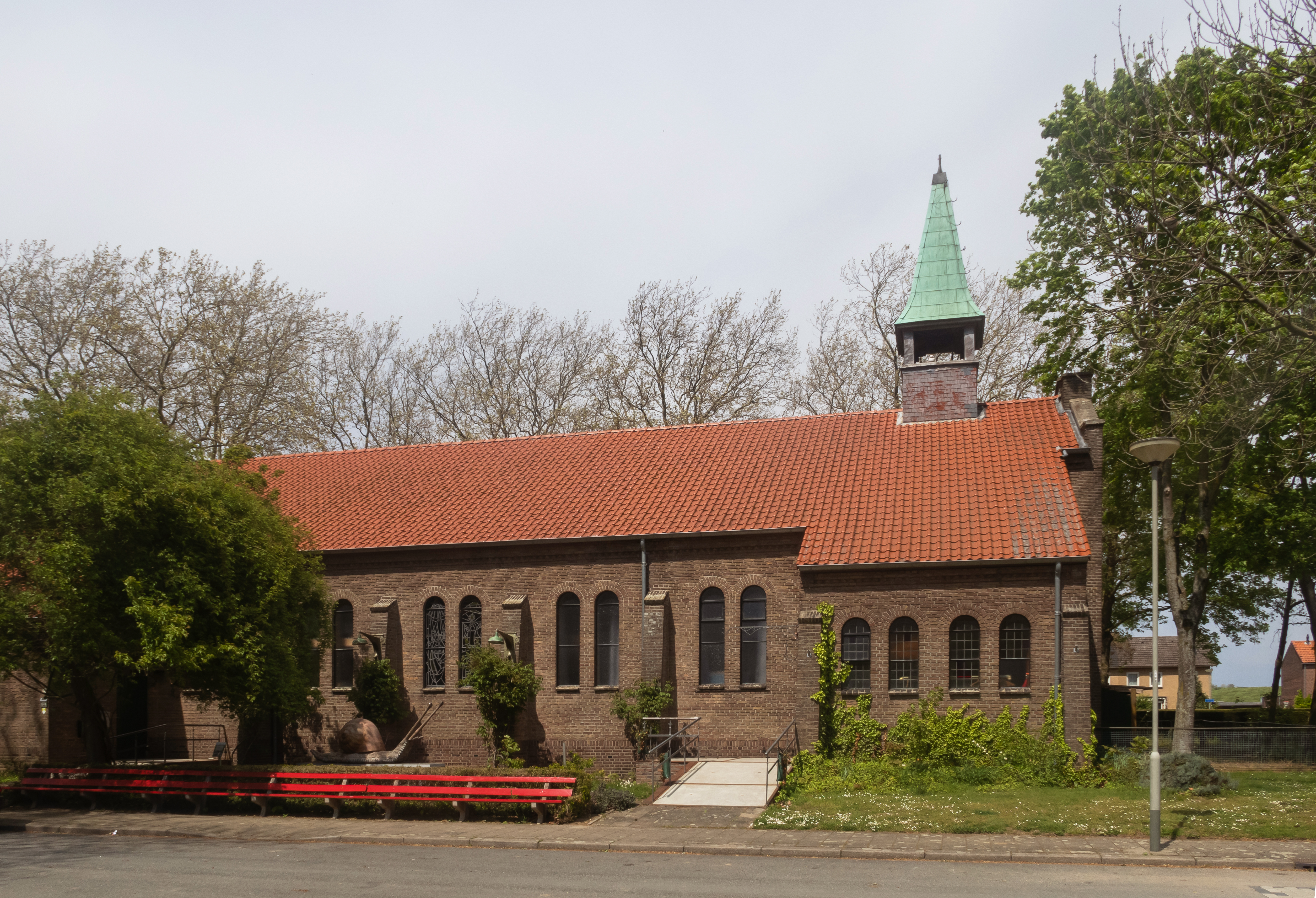
Schipperskerk, la iglesia: Schipperskerk